# Cenon
Cenon (gaskonsko Senon) je vzhodno predmestje Bordeauxa in občina v jugozahodnem francoskem departmaju Gironde regije Nove Akvitanije. Leta 2008 je naselje imelo 22.483 prebivalcev.

## Geografija
Naselje leži v pokrajini Gaskonji na desnem bregu reke Garone, 6 km vzhodno od središča Bordeauxa.

## Uprava
Cenon je sedež istoimenskega kantona, v katerega so poleg njegove vključene še občine Artigues-près-Bordeaux, Beychac-et-Caillau, Montussan in Yvrac s 33.422 prebivalci.
Kanton Cenon je sestavni del okrožja Bordeaux.

## Pobratena mesta
- Laredo (Kantabrija, Španija);